# Sid Caesar
Sid Caesar, nome vero di Isaac Sidney Caesar (Yonkers, 8 settembre 1922 – Beverly Hills, 12 febbraio 2014), è stato un comico, personaggio televisivo e sceneggiatore statunitense.

## Biografia
Nato in una famiglia ebrea polacca, era il terzo ed ultimo figlio di Max Ziser (1874–1946) e Ida Raphael (1887–1975).
Attore poliedrico, ottenne negli Stati Uniti d'America grande successo negli anni cinquanta, con la conduzione del programma televisivo Your Show of Shows, che annoverava tra gli autori Mel Brooks. Nella sua carriera, all'inizio della quale collaborò con Woody Allen, che per lui scrisse diverse battute, conquistò due Emmy Awards. Approdato al cinema nell'immediato dopoguerra, recitò in oltre 60 pellicole cinematografiche, tra cui grandi successi come Airport '75 (1975) e Grease (1978).
Nel 1943 sposò Florence Caesar; i due rimasero insieme fino al 2010 (anno della morte di Florence). Ebbero tre figli: Michelle, Rick (1952) e Karen (1957). Caesar morì il 12 febbraio 2014 nella sua casa di Beverly Hills, all'età di 91 anni, dopo una breve malattia. È sepolto nel Cimitero di Mount Sinai Memorial Park a Los Angeles, California.

## Filmografia parziale

### Cinema
- La colpa di Janet Ames (The Guilt of Janet Ames), regia di Henry Levin (1947)
- Questo pazzo, pazzo, pazzo, pazzo mondo (It's a Mad Mad Mad Mad World), regia di Stanley Kramer (1963)
- Un vestito per un cadavere (The Busy Body), regia di William Castle (1967)
- Una guida per l'uomo sposato (A Guide for the Married Man), regia di Gene Kelly (1967)
- Il fantasma ci sta (The Spirit Is Willing), regia di William Castle (1967)
- Airport '75 (Airport 1975), regia di Jack Smight (1974)
- L'ultima follia di Mel Brooks (Silent Movie), regia di Mel Brooks (1976)
- Quella pazza famiglia Fikus (Fire Sale), regia di Alan Arkin (1977)
- A proposito di omicidi... (The Cheap Detective), regia di Robert Moore (1978)
- Grease - Brillantina (Grease), regia di Randal Kleiser (1978)
- Il diabolico complotto del dottor Fu Manchu (The Fiendish Plot of Dr. Fu Manchu), regia di Piers Haggard (1980)
- La pazza storia del mondo (History of the World: Part I), regia di Mel Brooks (1981)
- Grease 2, regia di Patricia Birch (1982)
- Oltre il ponte di Brooklyn (Over the Brooklyn Bridge), regia di Menahem Golan (1984)
- La corsa più pazza d'America n. 2 (Cannonball Run II), regia di Hal Needham (1984)
- I vestiti nuovi dell'imperatore (The Emperor's New Clothes), regia di David Irving (1987)
- Las Vegas - Una vacanza al casinò (Vegas Vacation), regia di Stephen Kessler (1997)
- Il meraviglioso abito color gelato alla panna (The Wonderful Ice Cream Suit), regia di Stuart Gordon (1998)

### Televisione
- General Electric Theater – serie TV, episodio 9x17 (1961)
- Scacco matto (Checkmate) – serie TV, episodio 2x07 (1961)
- The Danny Thomas Hour – serie TV, episodio 1x02 (1967)
- Storie incredibili (Amazing Stories) – serie TV, episodio 1x08 (1985)

## Doppiatori italiani
Nelle versioni in italiano dei suoi film, Sid Caesar è stato doppiato da:
- Giuseppe Rinaldi in Questo pazzo, pazzo, pazzo, pazzo mondo, Il fantasma ci sta
- Oreste Lionello in Airport '75
- Lino Troisi in Grease
- Manlio Guardabassi in Love Boat
- Dante Biagioni in I vestiti nuovi dell'Imperatore
- Silvano Piccardi in Las Vegas - In vacanza al casinò
- Mino Caprio in Grease (ridoppiaggio)